# مرغان تنورساز
مرغان تنورساز یا تنورمرغان (نام علمی: Furnariidae) نام یک تیره از راسته گنجشک‌سانان است.